# Новолодин
Новолодин — хутор в Зимовниковском районе Ростовской области.
Входит в состав Кутейниковского сельского поселения.

## География
На хуторе имеются две улицы: Речная и Центральная.

## Население
| 2002 |
| ---- |
| 105  |

| 2010 |
| ---- |
| 124  |